# オーダーN法
オーダーN 法（オーダーN ほう、英: order N method, linear scaling method, O(N ) method）とは、バンド計算の計算量を、扱う系（単位胞内）の原子の数N の 1 乗のオーダー（オーダーN ）にしようとする電子状態計算手法のことである。
通常のバンド計算での計算量は粗い評価であるが大体、（扱う系の原子数）×（系を記述する基底関数の数）×（系の総電子数〔≒バンドの数〕）となる。いずれも原子数N に比例する量であり、オーダーとしてN 3 程度となる。系が巨大な場合、つまり実空間で巨大なスーパーセルをとる場合、逆格子空間におけるk点の数はΓ点一点のみかごく少数（一定値）で済むので、ここでは考えない。
複数の試みがあるが代表的なものとして、
1. 密度行列によるアプローチ
2. ボンドオーダーポテンシャルによるもの
3. 局在基底を使ったもの
4. リカージョン（連分数）法によるもの

などがある。まだ発展途上の手法であるが、通常の第一原理によるバンド計算が扱える原子数の上限が、最も条件の良い場合でも一千原子のオーダーであることから、一万あるいはそれ以上の原子からなる系を扱う手法としてオーダーN 法は注目されている。オーダーN法には、第一原理によるもの、経験的なパラメーターに依るものが存在する。